# مشکل فاز
در فیزیک، مشکل فاز مسئله از دست‌دادن اطلاعات مربوط به فاز است که می‌تواند هنگام اندازه‌گیری فیزیکی رخ دهد. این نام از زمینه بلورشناسی پرتو ایکس گرفته شده‌است، جایی که مشکل فاز برای تعیین ساختاری از داده‌های پراش باید حل شود. مشکل فاز در زمینه‌های تصویربرداری و پردازش سیگنال نیز دیده می‌شود. رویکردهای مختلف بازیابی فاز طی سالها توسعه یافته‌است.

## بازیابی فاز
روش‌های مختلفی برای بازیابی فاز از دست رفته وجود دارد. مشکل فاز باید در بلورنگاری پرتو ایکس، بلورنگاری نوترون، و بلورنگاری الکترونی حل شود.
همه روش‌های بازیابی فاز با هر طول موج (اشعه ایکس، نوترون و الکترون) که در بلورنگاری استفاده می‌شود کار نمی‌کنند.